# Gianni Romme
Gianni Petrus Cornelis Romme (Lage Zwaluwe, 12 febbraio 1973) è un ex pattinatore di velocità su ghiaccio olandese.

## Biografia
Gli venne imposto il prenome Gianni, poiché il padre era ammiratore di Gianni Rivera.
Rappresentò i Paesi Bassi ai Giochi olimpici invernali di Nagano 1998 in cui vinse due medaglie d'oro nei (5000 e 10000 metri e fu designato come portabandiera alla cerimonia di chiusura. Al termine della stagione fu eletto anche sportivo olandese dell'anno.
Alla sua seconda Olimpiade a Salt Lake City 2002 vinse l'argento nei 10000 metri.

## Palmarès
Olimpiadi
- 3 medaglie:
  - 2 ori (5000 m a Nagano 1998, 10000 m a Nagano 1998)
  - 1 argento (10000 m a Salt Lake City 2002)

Mondiali - Completi
- 2 medaglie:
  - 2 ori (Milwaukee 2000, Göteborg 2003)

Mondiali - Distanza singola
- 12 medaglie:
  - 7 ori (10000 m a Hamar 1996, 10000 m a Varsavia 1997, 5000 m a Calgary 1998, 10000 m a Calgary 1998, 5000 m a Heerenveen 1999, 5000 m a Nagano 2000, 10000 m a Nagano 2000)
  - 2 argenti (5000 m a Varsavia 1997, 10000 m a Heerenveen 1999)
  - 3 bronzi (5000 m a Hamar 1996, 5000 m a Salt Lake City 2001, 5000 m a Seul 2004)

Europei
- 1 medaglia:
  - 1 oro (completi a Heerenveen 2003)

## Riconoscimenti
- Sportivo olandese dell'anno (1998)